# Langona tartarica
Langona tartarica là một loài nhện trong họ Salticidae.
Loài này thuộc chi Langona. Langona tartarica được Charitonov miêu tả năm 1946.